# Magaly Gutiérrez
Pour les articles homonymes, voir Gutiérrez.
Magaly Gutiérrez Viña est une avocate et femme politique vénézuélienne, née à Caracas le 10 septembre 1978. Elle est l'actuelle ministre vénézuélienne de la Santé depuis le 9 février 2022.

## Carrière politique
Le 9 février 2022, elle est nommée ministre de la Santé du Venezuela.